# Aerangis hyaloides
Aerangis hyaloides es una orquídea epífita originaria de Madagascar.

## Distribución y hábitat
Se encuentra en Madagascar en la sombra de los bosques con musgo en alturas desde el nivel del mar hasta los 1000  m s. n. m.

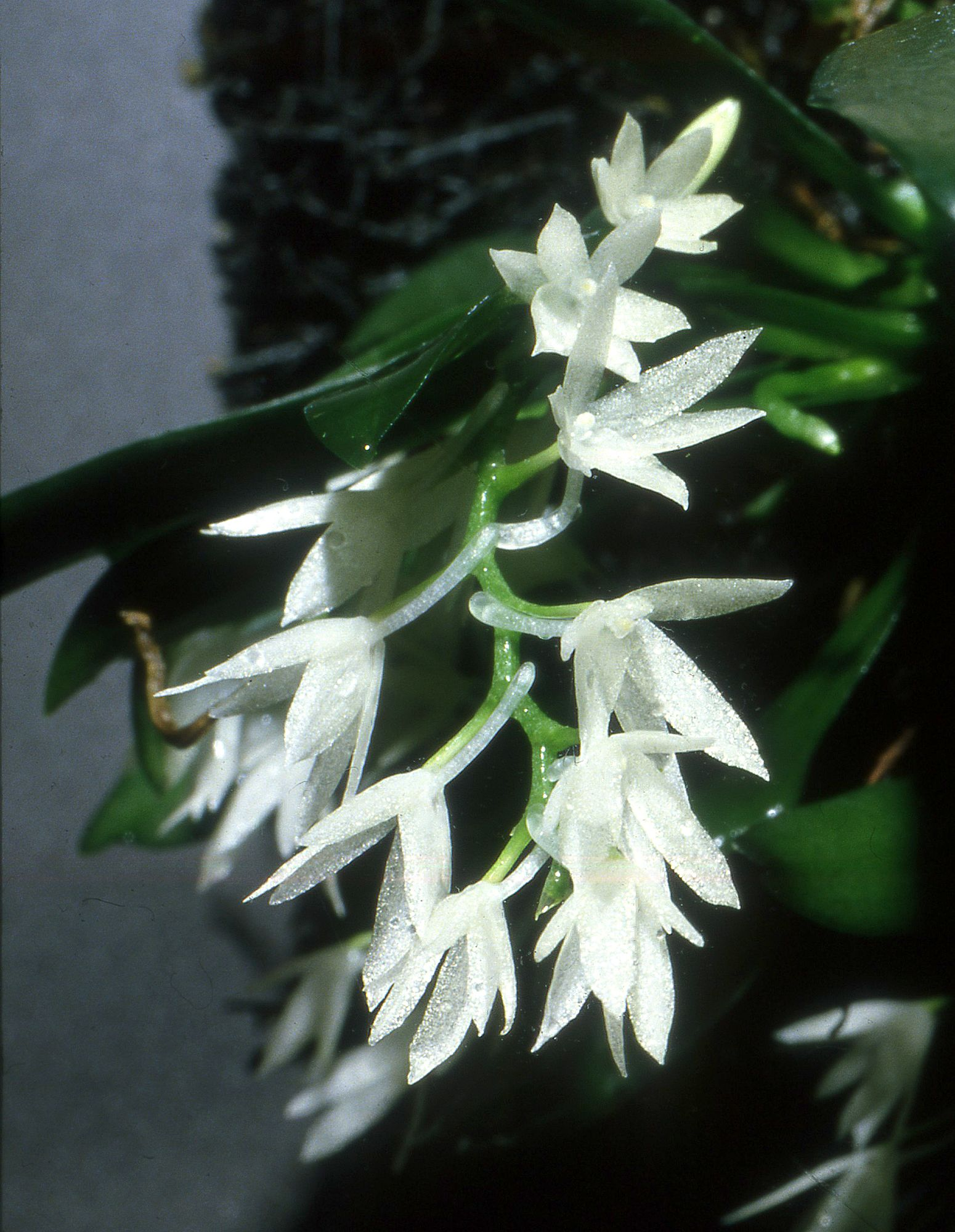
Vista de las flores

## Descripción
Es una planta pequeña de tamaño que prefiere clima caliente a fresco, es epífita,  con un tallo muy corto que tiene  de 2 a 8 hojas elípticas, con el ápice bi-lobulado de manera desigual, coriáceas, de color verde oscuro brillante con una poco erecta inflorescencia en forma de racimo de 5 a 7 cm de largo con  6 a 20  flores blancas brillantes de 1 a 1.85 cm de anchas que se forman en el invierno.

## Taxonomía
Aerangis hyaloides fue descrita por (Rchb.f.) Schltr. y publicado en Die Orchideen 599. 1914.
Etimología
El nombre del género Aerangis procede de las palabras griegas: aer = (aire) y angos = (urna), en referencia a la forma del labelo.
hyaloides: epíteto latino que significa "la Aerangis brillante".
Sinonimia
- Aerangis pumilio Schltr. 1918;
- Angorchis hyaloides (Rchb.f.) Kuntze 1891;
- Angraecum hyaloides Rchb.f. 1880[1][3][4]